# Rīgas Pasažieru termināls
Rīgas Pasažieru termināls (Rigas Passagerterminal; uofficielt Rīgas Pasažieru osta, Rigas Passagerhavn) er det officielle navn for virksomheden der driver passagerterminalen i Rigas havn, i Letlands hovedstad. Rīgas Pasažieru termināls ligger ud til Daugavafloden og består af kajanlægget tættest beliggende ved Vanšubroen og Riga Slot, og har plads til to store moderne færger og/eller krydstogtskibe på den ene side af kajanlægget samt adskillige lystbåde i den lille lystbådehavn på den anden side af kajanlægget.

## Historie
Det var først i 1965, at der opførtes en for skibspassagerer særskilt kaj med ankomstbygning for modtagelse af passagerer fra færger og krydstogtsfartøjer. Bygningen opførtes efter et projekt af arkitekterne M.Ģelzis, V.Savisko og konstruktøren A.Briedis, og den oprindelige betegnelse var "Jūras pasažieru stacija" (Havspassagerstation).

## Færgeruter
Eksisterende:
- Riga – Stockholm (Tallink)

| Letland | Spire Denne artikel om et firma eller en virksomhed i Letland er en spire som bør udbygges. Du er velkommen til at hjælpe Wikipedia ved at udvide den. |

56°57′32″N 24°5′40″Ø / 56.95889°N 24.09444°Ø